# Томашек, Вацлав Ян Крштитель
Вацлав Ян Крштитель Томашек (чеш. Václav Jan Křtitel Tomášek, Иоганн Венцель Томашек, нем. Johann Wenzel Tomaschek; 17 апреля 1774, Скутеч, — 3 апреля 1850, Прага) — чешский композитор и музыкальный педагог.

## Биография
Изучал в Праге право, философию, медицину и музыку (у Франтишека Ксавера Душека). Сочинял фортепианные пьесы в романтическом духе (цикл «Эклоги, рапсодии и дифирамбы»), мессы и другие хоры, песни (в том числе на стихи Гёте и Шиллера). 
В 1823—1824 Томашек был одним из 50 композиторов, которые сочинили вариацию на вальс Антона Диабелли для коллективного музыкального благотворительного проекта. 
До 1824 года он работал преподавателем фортепиано в аристократических семьях. В 1824 году основал в Праге музыкальную школу, среди его учеников наиболее известны Вильгельм Вюрфель, Эдуард Ганслик, Ян Вацлав Воржишек, Ян Бедржих Китль, Александр Драйшок, Игнац Амадеус Тедеско, Юлиус Шульгоф, Йозеф Дессауэр. 
Томашек был знаком с Бетховеном, а также с Гёте. Он вёл переписку с польской пианисткой и композитором Марией Шимановской. В 1845—49 годах публиковал в журнале «Либуше» автобиографию.